# بازرگان (ماکو)
بازَرگان یکی از شهرهای استان آذربایجان غربی ایران است. این شهر در بخش بازرگان شهرستان ماکو جای دارد و گذرگاه مرزی بازرگان در یک کیلومتری آن قرار دارد.

## شناخت
شهر بازرگان از توابع شهرستان ماکو و در ۱۵ کیلومتری شمال آن قرار گرفته است. بازرگان به‌عنوان نقطه خروجی مرز ایران و ترکیه در دامنه کوه آرارات واقع شده‌است و نام دروازه اروپا را به خود گرفته است.
شهر مرزی بازرگان در شمال غربی ایران و شمالی‌ترین نقطه آذربایجان غربی قرار گرفته و از نظر موقعیت جغرافیا و اقتصاد از اهمیت ویژه‌ای برخوردار است زیرا از طرف شمال در یک کیلومتری کشور ترکیه و از طرف شمال شرقی با جمهوری آذربایجان هم‌مرز است. گذرگاه مرزی بازرگان، مهم‌ترین گمرک زمینی کشور در این شهر قرار دارد و به‌عنوان دروازه اروپا یا پیشانی ایران بشمار می‌رود که روزانه صدها مسافر داخلی و خارجی (توریست و گردشگر) و صدها کامیون ترانزیتی و سواری از این شهر مرزی و قدیمی دیدن و تردد می‌نمایند.
از جمله افرادی که به این شهر وارد شده و در سفر‌نامه خود از شهر بازرگان نام برده، اوژن فلاندن سیاح معروف فرانسوی است که در زمان قاجاریه و در زمان حیات علی خان سردار ماکو به ایران سفر کرده و از بازرگان در کتاب خود یاد کرده است.
بازرگان که از سال ۱۳۶۵ از طریق نمایندگی شهرداری و زیر نظر شهرداری شهر ماکو اداره می‌شد، با توجه به موقعیت حساس مرزی بودنش و گسترش عمران در این محل نمایندگی تکافوی نیاز منطقه نبود. به همین علت به جهت دارا بودن ظرفیت‌های بالقوه و قرار گرفتن مهم‌ترین گمرک زمینی کشور در این منطقه و عبور جاده ترانزیت از وسط بازرگان و همچنین مکاتبات مکرر از سوی اهالی شریف منطقه، نمایندگی شهرداری بازرگان در نیمه دوم سال ۱۳۷۵ با مجوز رسمی وزارت کشور ایران به شهرداری مستقل با درجه ۲ شهرداری فعالیت خود را رسماً آغاز نمود و در سال ۱۳۷۸ به دلیل گسترش فعالیت‌ها و حجم زیاد پروژه‌های عمرانی، از درجه ۲ به درجه ۵ ارتقاء یافت. شهر بازرگان به عنوان یکی از شهرهای زلزله‌خیز ایران شناخته می‌شود.

## مردم‌شناسی

### جمعیت
بر پایه سرشماری سال ۱۳۹۵، جمعیت شهر بازرگان برابر با ۹٬۹۷۹ نفر بوده‌است. گمرک بازرگان منبع اصلی درآمد مردم این منطقه بحساب می‌آید.

### اتنیک و زبان
مردم این شهر آذری و کرد هستند که به زبان‌های ترکی آذربایجانی و کردی کرمانجی صحبت می‌کنند.

## اقتصادی

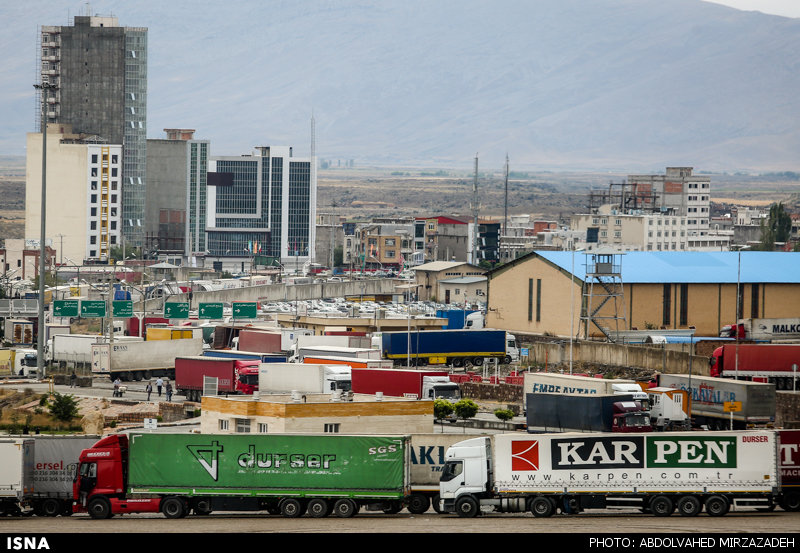
گذرگاه مرزی بازرگان

اقتصاد شهر بازرگان بر اساس گمرک ایران و گمرک ترکیه است. همچنین تعدادی زیادی از جمعیت این شهر در مرز بازرگان کار می‌کنند.